# Bodkin-Spitze

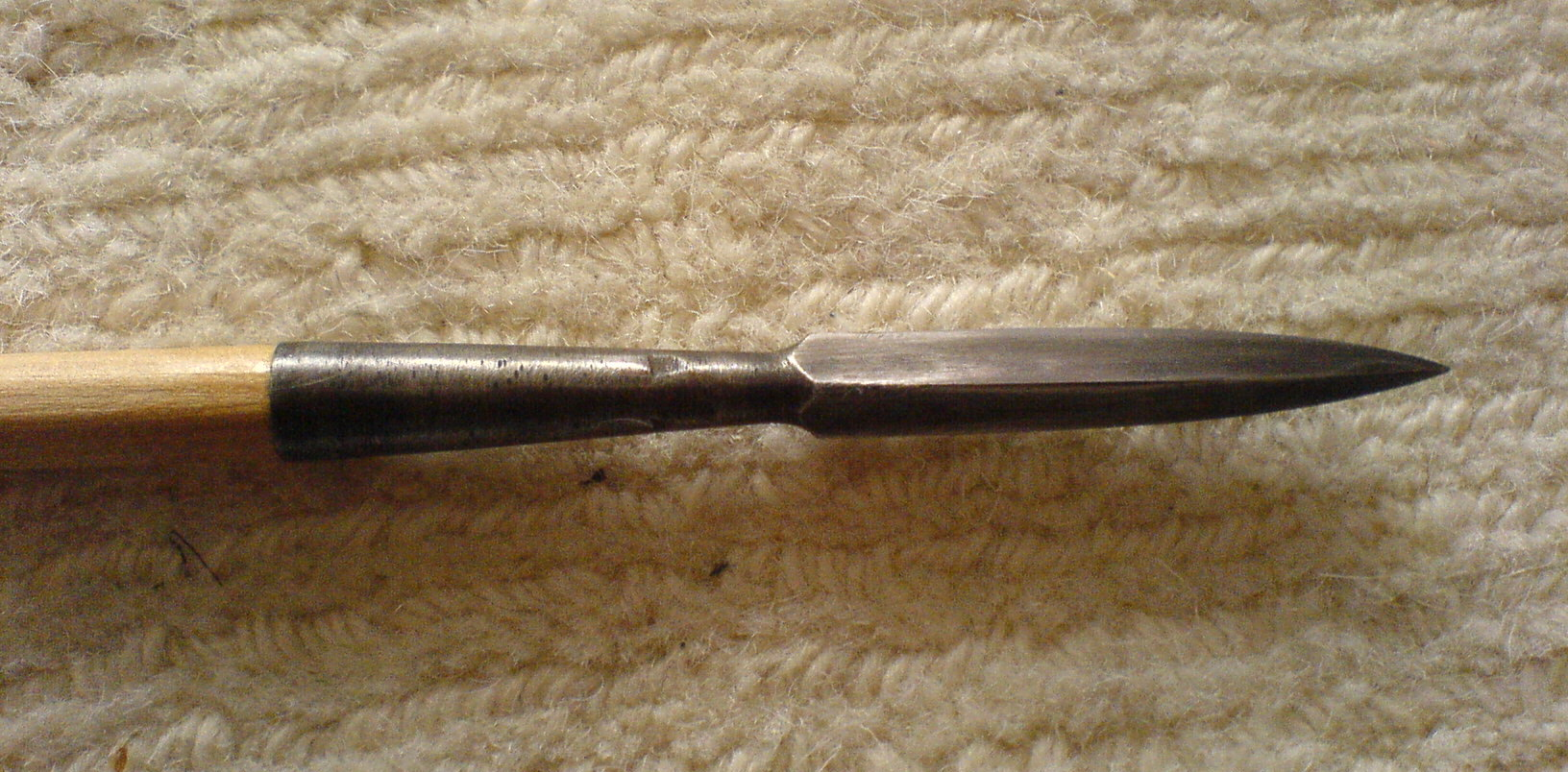
„bodkin“-Spitze

Die Bodkin-Spitze (engl. bodkin: Pfriem, Ahle), auch Ahl-Spitze, ist eine besondere Form von Kriegs-Pfeilspitzen. Es handelt sich dabei um einen schmalen, spitz zulaufenden Vierkant (eine Unterart der sogenannten Panzerbrecher-Spitzen). Die Spitze wurde speziell entwickelt, um Kettenhemden zu durchdringen, und war daher verhältnismäßig lang. Moderne Schießversuche haben gezeigt, dass ein mit einer Bodkin-Spitze versehener Pfeil bei einem Auftreffwinkel von 50 Grad noch einen Plattenharnisch von 1,5 mm Plattenstärke durchschlagen kann. Der verwendete Bogen hatte dabei ein Zuggewicht von 165 Pfund.
Die Bodkin-Spitze trat bereits zu Zeiten der Völkerwanderung auf und wurde im mittelalterlichen England weiterentwickelt. Sie wurde normalerweise mit einer Tülle zum Aufsetzen geschmiedet. Es gab aber auch eine Variante mit langer Spitzangel (Erl) bzw. Flachangel. Bei beiden Varianten wird die Spitze mit Pech (Birkenrindenpech oder Holzpech) und Wachsgarn befestigt, Niete waren eher unüblich.
Solche Pfeilspitzen werden noch heute zahlreich in unterschiedlicher Material- und Ausführungsqualität archäologisch auf alten Kriegsschauplätzen gefunden, was nahelegt, dass sie für Kriegszeiten von spezialisierten Schmieden und Gehilfen in großen Mengen aus Eisen, weniger aus Stahl, hergestellt wurden.